# Liste der Monuments historiques in Mauzac (Haute-Garonne)
Die Liste der Monuments historiques in Mauzac (Haute-Garonne) führt die Monuments historiques in der französischen Gemeinde Mauzac auf.

## Liste der Bauwerke
| Bezeichnung       | Beschreibung                     | Standort | Kennzeichnung | Schutzstatus | Datum | Bild |
| ----------------- | -------------------------------- | -------- | ------------- | ------------ | ----- | ---- |
| Kirche St-Étienne | Erbaut Ende des 15. Jahrhunderts | (Lage)   | PA31000038    | Inscrit      | 1999  |      |